# Lembos arcticus
Lembos arcticus är en kräftdjursart. Lembos arcticus ingår i släktet Lembos och familjen Aoridae. Inga underarter finns listade i Catalogue of Life.